# Melocactus ernestii
Melocactus ernestii är en kaktusväxtart som beskrevs av Vaupel. Melocactus ernestii ingår i släktet Melocactus och familjen kaktusväxter.

## Underarter
Arten delas in i följande underarter:
- M. e. ernestii
- M. e. longicarpus

## Bildgalleri

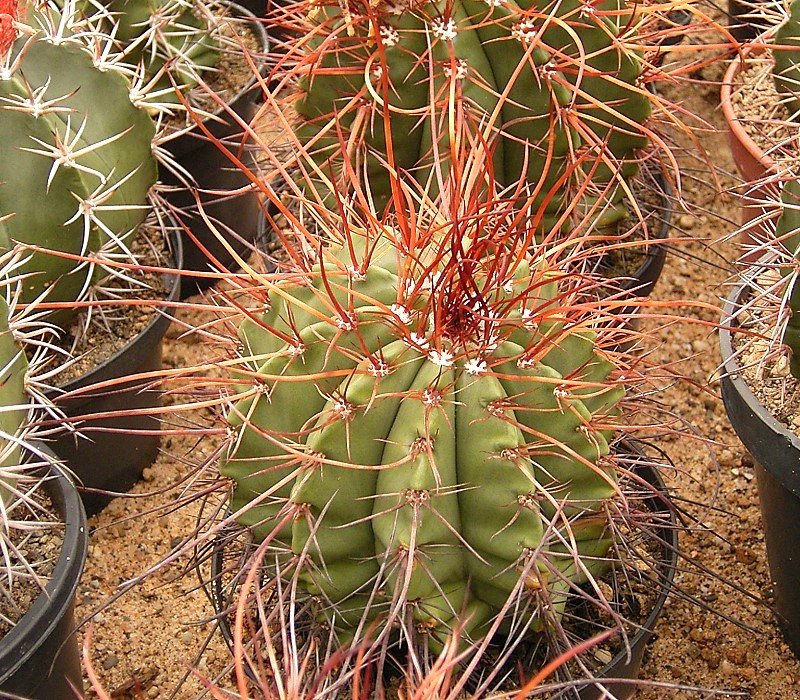
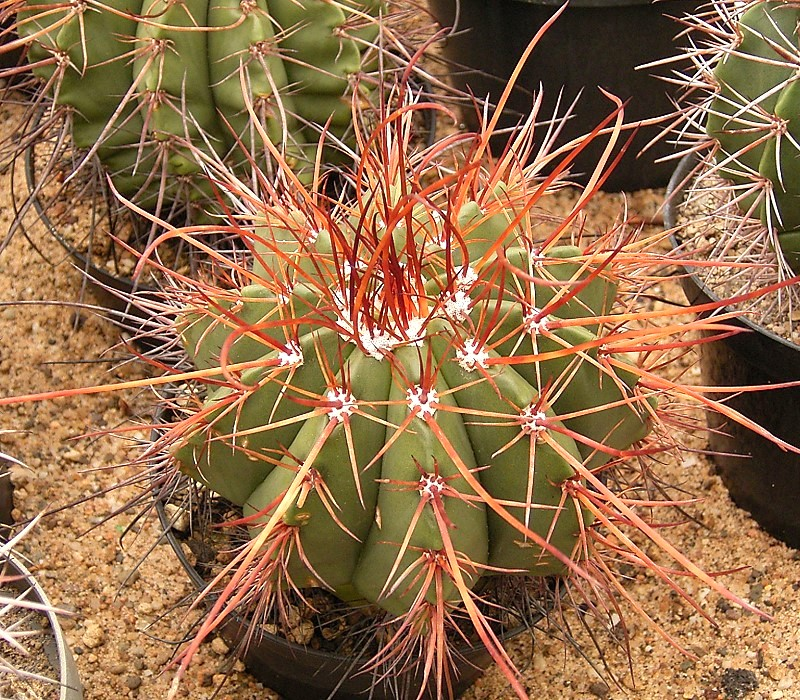
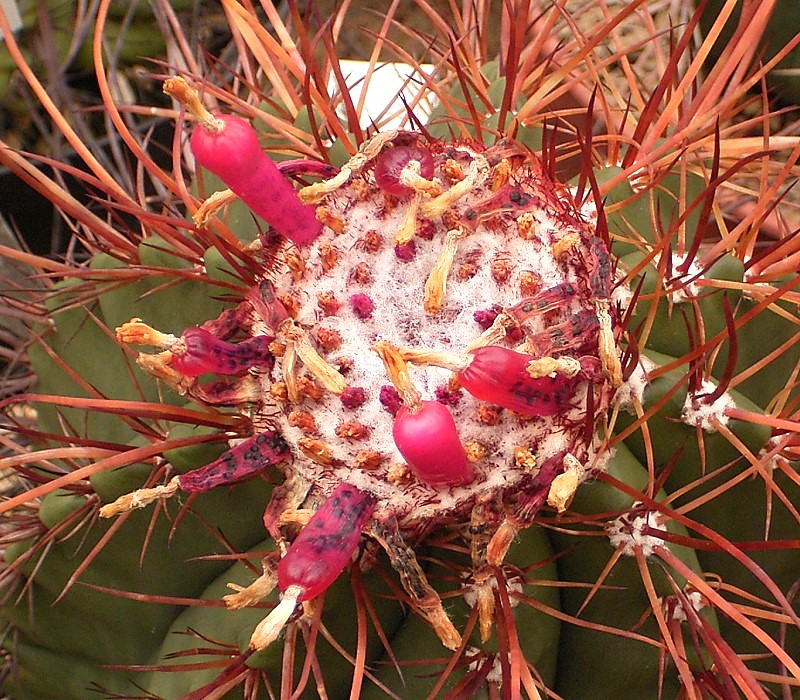